# Santa Anna del Saió
Santa Anna del Saió és una capella de Santa Margarida de Montbui (Anoia) inclosa a l'Inventari del Patrimoni Arquitectònic de Catalunya.

## Descripció
És una capella rural de planta rectangular, d'origen romànic i modificada en profunditat posteriorment. Molts dels carreus corresponents a l'antiga construcció romànica; un d'ells porta dues estrelles d'arcs de cercle tallades a bisell. Els murs estan construïts amb obra feta de pedra amb morter, però també de pedra desbastada, aprofitada de la capella romànica. Cal situar l'última construcció entre els segles XVII-XVIII. El cementiri, la sagristia i el campanaret són construccions modernes. Al costat de migdia hi ha una porta adovellada i hi ha contraforts als costats del nord i sud. La coberta és de teula àrab i l'interior és en volta d'aresta construïda amb rajols i enguixat.